# Ghana Navy
La Ghana Navy è la marina militare dello Stato africano del Ghana, componente navale delle forze armate nazionali (Ghana Armed Forces).
Creata con l'assistenza di tecnici britannici all'indomani dell'indipendenza del Ghana dal Regno Unito nel 1957, la Marina ghanese si sviluppò come una piccola forza destinata alla sorveglianza e al pattugliamento delle acque costiere e della zona economica esclusiva. Dopo un periodo di declino e trascuratezza negli anni 1990, la Marina è stata rafforzata nel corso degli anni 2000-2010 tramite programmi di acquisizione di nuovo naviglio, in particolare per garantire la protezione del traffico navale e dei giacimenti offshore dalla recrudescenza di attacchi di pirateria nella turbolenta regione del Golfo di Guinea

## Storia

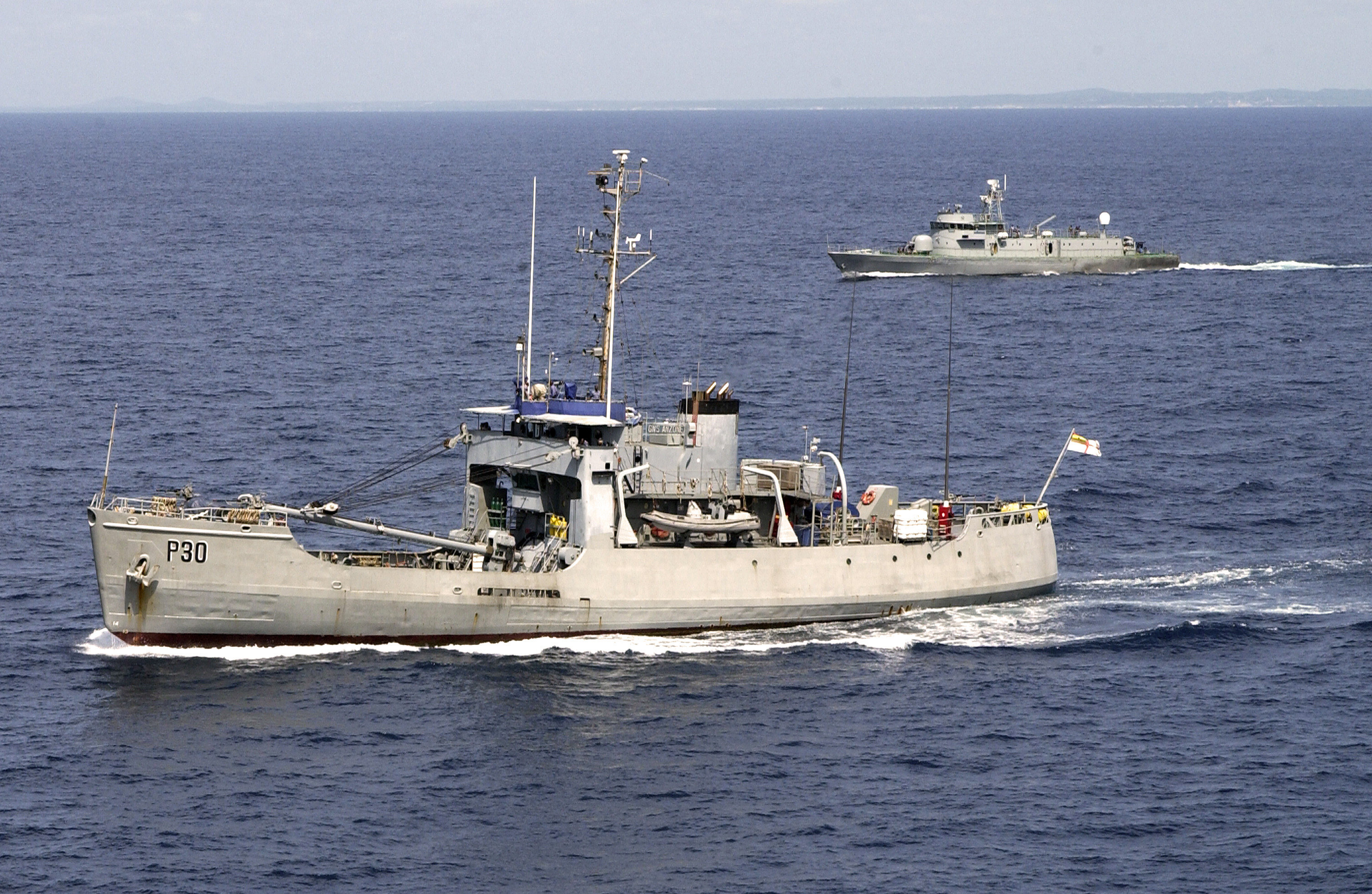
Il pattugliatore GNS Anzone e (in secondo piano) la cannoniera GNS Achimota durante delle manovre di addestramento nel 2005

L'antesignano più prossimo della moderna Marina militare ghanese può essere rintracciato nella Gold Coast Naval Volunteer Force: creata nel 1940 in piena seconda guerra mondiale dalle autorità dell'allora colonia britannica della Costa d'Oro, si trattava di una piccola forza di volontari locali inquadrati da ufficiali britannici, dotata di imbarcazioni leggere con cui pattugliare la linea costiera e sorvegliare che non venisse minata dal nemico. Il dominio coloniale britannico ebbe termine il 6 marzo 1957 e la Costa d'oro divenne lo Stato indipendente del Ghana; i legami con il Regno Unito rimasero comunque solidi, e i britannici diedero quindi il loro appoggio alla creazione di autonome forze armate nazionali.
La Ghana Navy fu istituita nel luglio 1959 con un atto del parlamento ghanese; come primo capo di stato maggiore della forza fu nominato il comandante della missione di addestramento navale britannica attiva nel paese, il capitano Archibald George Forman, e del resto fu il Regno Unito a fornire il primo materiale con cui equipaggiare la nascente marina. Il naviglio in linea comprendeva inizialmente due dragamine costieri della classe Ham dismessi dalla Royal Navy, cui seguì nel corso dei primi anni 1960 un primo programma di acquisizioni di unità di nuova costruzione ordinate ai cantieri britannici: entrarono così in linea nel 1962 due cacciasommergibili da 150 tonnellate di dislocamento (classe Elmina), seguiti tra il 1964 e il 1965 da due piccole corvette da 500 tonnellate prodotte dalla Vosper & Company (classe Kromantse) oltre a un ulteriore dragamine classe Ton e un mezzo da sbarco tipo LCT ceduti di seconda mano dalla Royal Navy. Un ulteriore programma di acquisizioni in campo navale, comprendente altre due corvette classe Kromantse e la fregata porta-elicotteri da 2.500 tonnellate Black Star, rimase invece lettera morta a causa dei rivolgimenti politici interni che afflissero il Ghana.

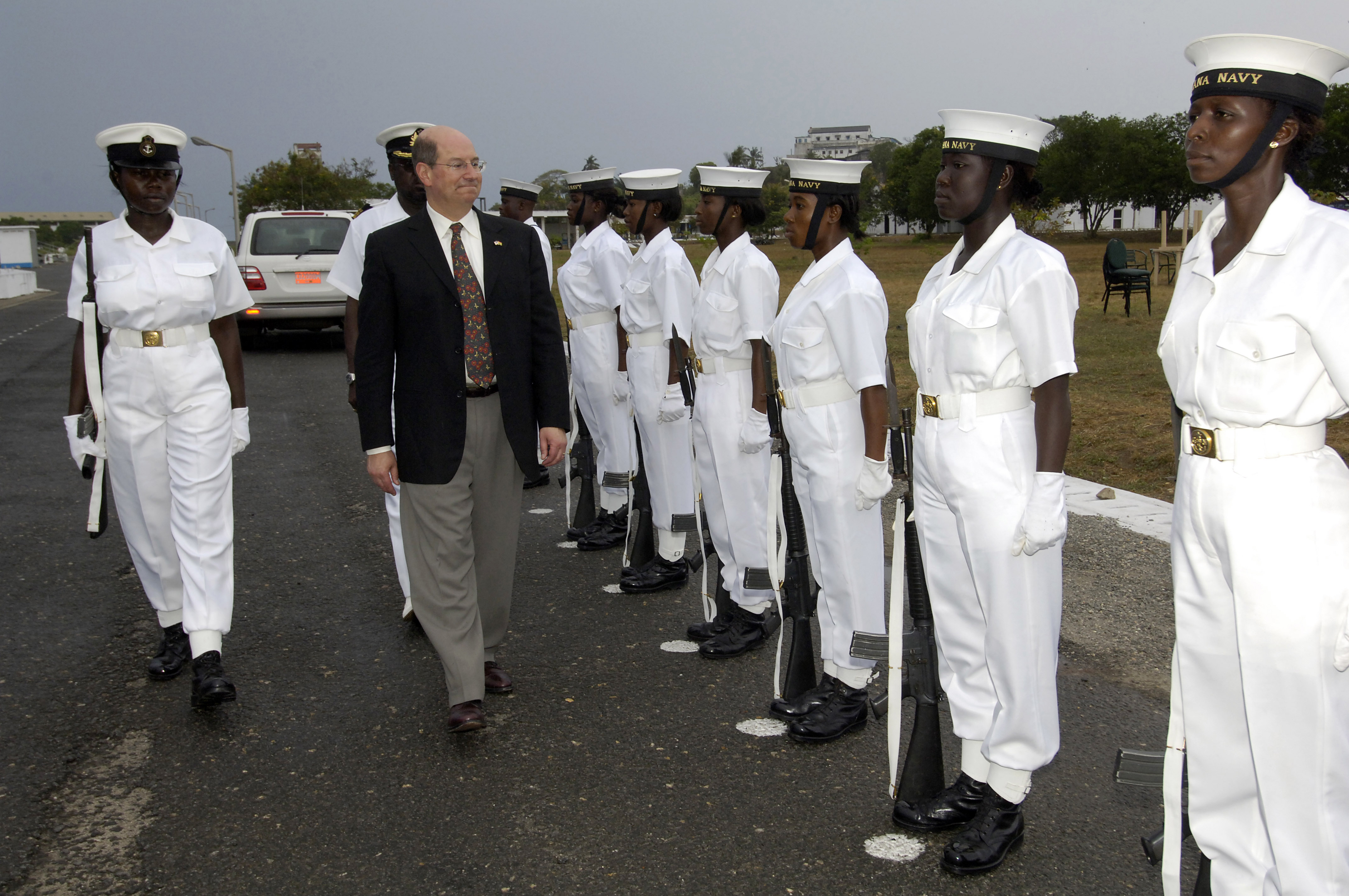
Il Segretario alla Marina degli Stati Uniti d'America Donald C. Winter passa in rassegna una guardia d'onore di marinai ghanesi durante una visita alla base di Sekondi nel 2006

Dopo la cessazione del "Dominion del Ghana" e la sostituzione del precedente regime di reame del Commonwealth con un pieno regime repubblicano nel 1960, i rapporti diplomatici tra Ghana e Regno Unito andarono progressivamente raffreddandosi. La missione di formazione militare britannica fu ritirata nel 1962 e il contrammiraglio David Animle Hansen divenne il primo ghanese ad assumere la guida della Ghana Navy; il presidente Kwame Nkrumah instaurò ben presto un regime autoritario a partito unico, stipulando contratti di assistenza con l'Unione Sovietica che si tradussero, per le forze navali, in un primo pacchetto di aiuti comprendente la cessione di sei piccole motovedette nel 1964. Il regime di Nkrumah ebbe una brusca fine nel febbraio 1966, quando il presidente fu estromesso da un colpo di Stato dei militari; seguì un lungo periodo di instabilità politica, con vari governi deboli intervallati da golpe dei militari, fino al colpo di Stato del giugno 1979 che portò al potere il generale Jerry Rawlings, il quale resse la nazione fino al 2001 curando progressivamente il ripristino delle istituzioni democratiche. Il turbolento periodo degli anni 1970 vide la Marina ghanese troncare di netto i suoi appena avviati legami con il blocco sovietico e tornare a rivolgersi all'Occidente per i suoi programmi di ammodernamento: fu stabilito un sodalizio con i cantieri navali della Germania Ovest, i quali fornirono nel 1973 due guardacoste da 160 tonnellate (parte di un programma di sei unità rimasto per il resto lettera morta a causa di problemi finanziari); nel 1976 un contratto con la Lürssen fruttò la fornitura di due moderne motocannoniere (classe Achimota), seguite nel 1979-1980 da altre due unità più piccole (classe Dzata) sempre di costruzione tedesca.
Alle soglie degli anni 1990 la Ghana Navy viveva uno stato di trascuratezza, con appena 750 uomini in servizio: le unità di origine britannica e sovietica erano ormai state radiate per obsolescenza, e in servizio rimanevano in pratica solo le quattro motocannoniere di origine tedesca, una delle quali rimase danneggiata nel settembre 1990 dal fuoco dell'artiglieria nemica davanti Monrovia durante l'intervento di unità ghanesi nel corso degli scontri della prima guerra civile liberiana. La necessità di pattugliare una pur considerevole linea costiera lunga 537 chilometri, e soprattutto una zona economica esclusiva dall'ampiezza di 235000 chilometri quadrati, portarono a un maggior interesse per le forze navali nel corso dei primi anni 2000, in particolare a causa del netto incremento degli atti di pirateria nelle acque del Golfo di Guinea. Contatti con gli Stati Uniti d'America fruttarono la cessione di due vecchi pattugliatori dismessi dalla United States Coast Guard e di una motovedetta di moderna costruzione; nel 2011 entrò in servizio la cannoniera GNS Stephen Otu (unità classe Chamsuri dismessa dalla Marina militare sudcoreana), mentre l'anno successivo arrivarono due pattugliatori classe Albatros acquistati dopo la loro radiazione dalla Deutsche Marine. Tra il 2011 e il 2012 infine furono acquistati in Cina quattro moderni guardacoste da 230 tonnellate (classe Blika).

## Struttura
Con circa 2000 effettivi in servizio attivo, la Ghana Navy ha il suo quartier generale nella capitale Accra e un'articolazione territoriale basata su due comandi regionali: il Western Naval Command con sede a Sekondi e lo Eastern Naval Command con sede a Tema; Sekondi ospita anche un piccolo arsenale navale, mentre a Sogakope hanno sede le strutture addestrative per il personale della marina.